# Borsonia timorensis
Borsonia timorensis é uma espécie de gastrópode do gênero Borsonia, pertencente a família Borsoniidae.